# Martinskirche (Döttingen)

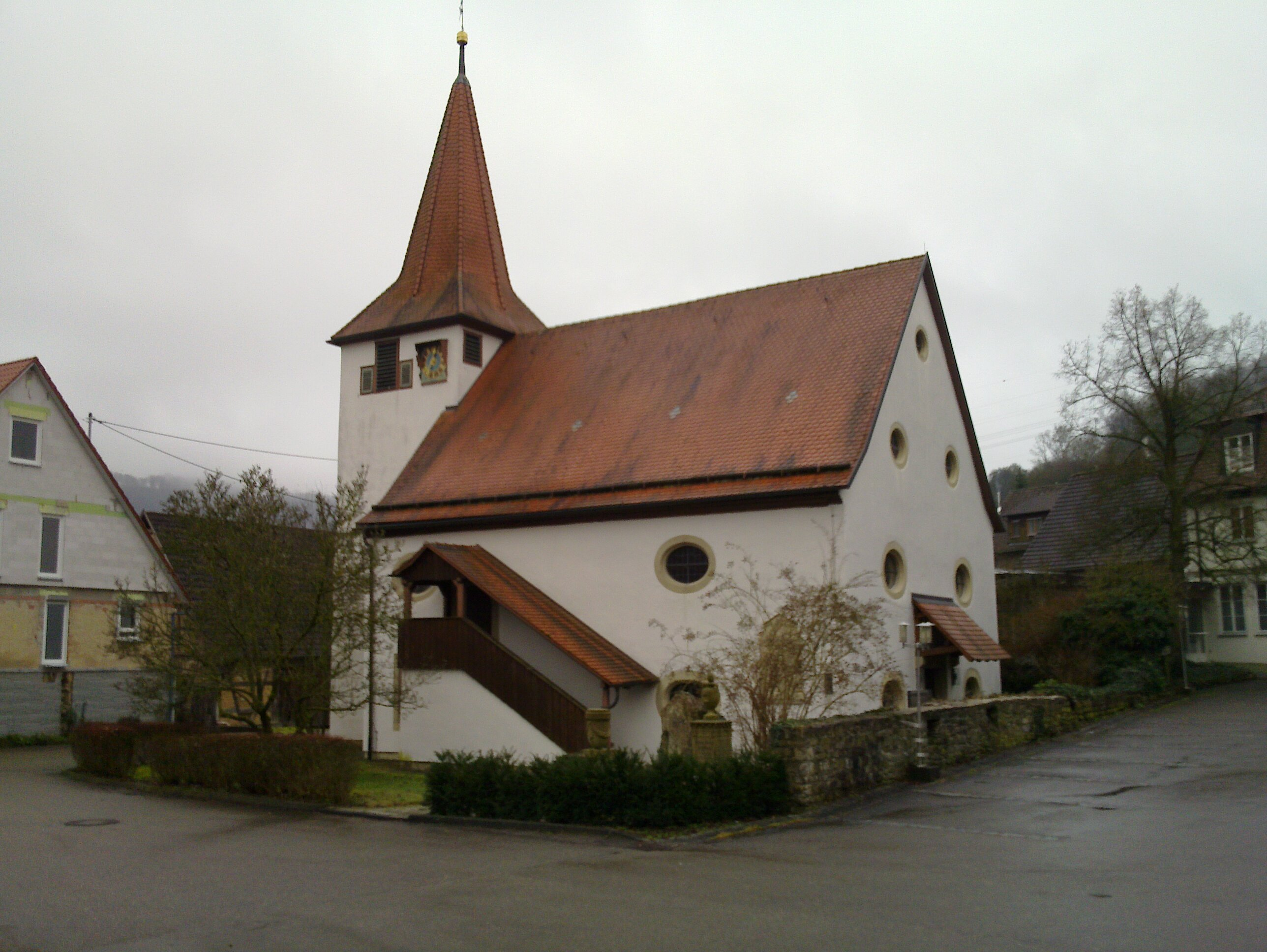
Martinskirche in Döttingen

Die evangelische Martinskirche ist ein geschütztes Kulturdenkmal nach dem Denkmalschutzgesetz. Sie steht in Döttingen, einem Ortsteil der Gemeinde Braunsbach im Landkreis Schwäbisch Hall in Baden-Württemberg. Die Kirchengemeinde gehört zum Kirchenbezirk Schwäbisch Hall der Evangelischen Landeskirche in Württemberg.

## Beschreibung
Das Langhaus der Saalkirche entstand 1599, der Chorturm auf quadratischem Grundriss im Osten ist bereits 1307 errichtet worden. Sein oberstes Geschoss beherbergt die Turmuhr, die aus dem Jahr 1733 datiert, und den Glockenstuhl. Er ist mit einem achtseitigen Knickhelm bedeckt. 
Der Innenraum wurde 1783 umgestaltet, die Kirchenausstattung, wie das auf etwa 1650 datierte Kruzifix, blieb zum Teil erhalten. Im Innenraum des Langhauses wurden Emporen eingebaut. Ihr Zugang erfolgt über eine außen liegende Treppe. Die Orgel wurde 2003 von Orgelbau Mühleisen errichtet.